# Cerkev sv. Urbana, Lokavec
Cerkev sv. Urbana je podružnična cerkev Župnije Lokavec, ki stoji severozahodno nad zaselkom Kovačevše ob vznožju Čavna, na nadmorski višini 360 m, pol ure hoda od župnijske cerkve v Lokavcu (1,75 km poti).

## Zgodovina cerkve
Cerkev je bila zgrajena na temeljih starega keltskega svetišča že pred letom 1570, ko je bila v vizitaciji omenjena kot cerkev z enim oltarjem in z enim zvonom v zvončnici nad vhodom. Na vzhodni strani prezbiterija je letnica 1754. Cerkev je bila zaprta in razprodana v 80. letih 18. stoletja, med vladavino Jožefa II.. Obnavljati so jo začeli leta 1828 (na portalu vklesana letnica 1836) in jo posvetili 5. junija 1842 ob navzočnosti več kot 5000 vernikov ter sedmih duhovnikov.
Cerkev je bila opuščena po drugi svetovni vojni in obnovljena med majem 1986 in avgustom 1987. Ob 30-obletnici obnove cerkve, 28. maja 2017, je bilo pri sv. Urbanu zahvalno bogoslužje.

## Zgradba
Cerkev je pravokotne oblike z zvonikom na preslico iz ok. leta 1855, saj je zadnja številka na kamnnu odkrušena. V južni steni ladje sta na vrhu dve polkrožni okni, nižje pa eno samo pravokotno okno. V severni steni ladje je v sredini le pravokotno okno. V baročno zgrajenem prezbiteriju, ki ima kamnit obok, sta dve pravokotni okni. V sredini prezbiterija stoji manjši oltar in na njem lesen kip svetega Urbana iz 18. stoletja.
Cerkev nima pevske empore, ima pa harmonij iz obdobja med obema vojnama.

## Zvonovi nekoč
V današnjo preslico, iz ok. leta 1855, so prvič vstavili zvonova že leta 1859:
- prvi je bil iz leta 1859, mase 118 kg (verjetno ton e2) (livarna Samassa v Ljublajni),
- drugi je bil iz leta 1859, mase 58 kg (verjetno ton gis2) (livarna Samassa v Ljubljani).

Bronasta zvonova je posvetil (pravilno blagoslovil) generalni vikar prošt Anton Kos v Ljubljani.
Iz preslice so ju sneli 11.10.1916.
Po prvi vojni sta bila leta 1921 naročena nova bronasta zvonova:
- prvi je bil iz leta 1921, mase 101 kg (verjetno ton f2) (livarna Broili v Vidmu, opus 1631?),
- drugi je bil iz leta 1921, mase 65 kg (verjetno ton gis2) (livarna Broili v Vidmu).

Zvonova, ki sta bila uglašena v mali terci, je blagoslovil domači vikar Henrik Črnigoj 13. julija 1922. Zvonova sta bila najprej obešena v stari cerkvi v Brithu do 18.3.1923, ko so ju obesili v preslico pri sv. Urbanu.
Mali zvon je bil snet 7. januarja 1943, večjega pa so kasneje prenesli v župnijsko cerkev.

## Zvonovi sedaj
Danes v preslici visita bronasta zvonova:
- prvi je iz leta 1921, mase 101 kg (ton f2 (fis2))(star zvon, ki je bil prvotno kupljen kot večji zvon za tu (k sv. Urbanu), nato je bil po drugi svetovni vojni v župnijski cerkvi sv. Lovrenca, leta 1988 je bil zavarjen v Žalcu in prenesen v staro župnijsko cerkev v Brith, in sedaj nazadnje po avgustu leta 1994, skupaj z novim manjšim zvonom, nazaj k sv. Urbanu)
- drugi je iz leta 1994, mase 48 kg (ton b2)(livarna v Žalcu, op. 1228). Svetnik: sv. Urban

## Križev pot do cerkve
Od mosta pri Kuših pa vse do cerkve vodi 14 postaj križevega pota.
Nekajkrat na leto v njej darujejo sveto mašo. Križev pot je bil na novo postavljen leta 2020.